# Откасувка
Откасувка — річка в Україні, у Коростенському районі Житомирської області. Ліва притока Ужу (басейн Прип'яті).